# زين الدين بن نجيم
زين الدين ابن نجيم فقيه أصولي من فقهاء المذهب الحنفي، كان الفقه الحنفي أعظم اهتماماته العلمية درسًا وإفتاءً وتأليفًا.

## شيوخه
تلقى العلم عن:
1. الشيخ شرف الدين البلقيني، أخذ عنه الفقه.
2. شيخ الإسلام شهاب الدين أحمد بن يونس المصري الحنفي الشهير بابن الشلبي (ت: 947 هـ) أخذ عنه الفقه.
3. الشيخ أمين الدين بن عبد العال الحنفي (ت: 968 هـ) قرأ عليه في الفقه
4. الشيخ أبي الفيض السلمي، أخذ عنه الفقه.
5. الشيخ نور الدين الديلمي المالكي، أخذ عنه في العلوم العقلية وعلوم العربية.
6. الشيخ العارف بالله تعالى سليمان الخضيري، أخذ عنه الطريق الصوفي.

وقد أجازوه جميعا بالإفتاء والتدريس.

## تلاميذه
1. الشيخ سراج الدين عمر بن إبراهيم بن محمد ابن نجيم أخوه الأصغر (ت: في ربيع الأول سنة 1005 هـ) صاحب «النهر الفائق شرح كنز الدقائق» وله فيه مناقشات على شرح أخيه وشيخه.
2. الشيخ شمس الدين أبو عبد الله محمد بن عبد الله بن أحمد الخطيب بن محمد الخطيب بن إبراهيم الخطيب الغزي التمرتاشي –نسبة إلى قرية في بخارى كان أجداده منها- (939 هـ – 1004 هـ) الحنفي الأصولي الفقيه صاحب «تنوير الأبصار»، تخرج به ولازمه كثيرا.
3. الشيخ محمد العلمي سبط ابن أبي شريف المقدسي الأصل، ثم الشامي لازمه بمصر وأخذ عليه كثيرا.
4. الشيخ عبد الغفار مفتي القدس.
5. محمد بن عبد الله العربي الحنفي (كان حيا حتى سنة 985 هـ) قرأ عليه وتخرج به، ومن تصانيفه: «معين المفتي على جواب المستفتي» فرغ من تأليفه في آخر سنة 985 هـ.

## مؤلفاته
- البحر الرائق شرح كنز الدقائق: شرح فيه كتاب كنز الدقائق للإمام حافظ الدين النسفي في الفقه الحنفي ووصل في شرحه إلى آخر كتاب الإجارة ثم توفي قبل أن يتمه فأتمه الشيخ عبد القادر بن عثمان القاهري الشهير بالطوري (ت: 1030 هـ) والذي كان مفتي الحنفية بمصر، وقد اعتنى العلماء بشرحه عناية كبيرة وهو من المراجع الهامة عند متأخري الحنفية، وقد كتب عليه الشيخ محمد أمين الشهير بابن عابدين حواش أسماها «منحة الخالق على البحر الرائق»، وقد طبع الكتاب مع حواش ابن عابدين بالمطبعة العلمية بالقاهرة سنة 1311هـ في ثمان مجلدات، ثم طبع بعدها بالمطبعة الميمنية سنة 1323هـ في ثمان مجلدات أيضا.
وقد مدح الشيخ نور الدين أبو الحسن الخطيب الحنفي شيخ المدرسة الأشرفية هذا الكتاب أمام مؤلفه الإمام ابن نجيم فقال:

وقال الشيخ منصور البلسي الحنفي:
- الأشباه والنظائر على مذهب أبي حنيفة النعمان: في فروع الحنفية سلك فيها مسلك الشيخ تاج الدين السبكي الشافعي في كتابه الأشباه والنظائر، وصار كتابه عمدة الحنفية ومرجعهم، وكتبوا عليه الشروح واشتغلوا به ترتيبا وتبويبا ونظما، وقد طبع الكتاب بكلكته بالهند سنة 1241 هـ ثم طبع بمطبعة وادي النيل بمصر سنة 1298 هـ وبهامشه تقييدات للشيخ محمد علي الرافعي، ثم طبع محققا بدمشق سنة 1986م.

من شروحه:
1. - ذخيرة الناظر شرح الأشباه والنظائر للشيخ علي بن عبد الله الطوري المصري (ت: 1004 هـ).
2. - تنوير البصائر شرح الأشباه والنظائر لشرف الدين بن عبد القادر بن بركات الغزي (ت: 1005 هـ) وهو مخطوط بالمكتبة الظاهرية.
3. - تنوير الأذهان والضمائر في شرح الأشباه والنظائر للشيخ مصطفى بن خير الدين الرومي الملقب بمصلح الدين (ت: 1025 هـ) أكمل تأليفه سنة 1022 هـ.
4. - نزهة النواظر في شرح الأشباه والنظائر للشيخ نجم الدين محمد بن خير الدين بن أحمد بن علي الأيوبي العليمي الفاروقي الرملي (1066 هـ - 1113 هـ).
5. - التحقيق الباهر شرح الأشباه والنظائر للشيخ هبة الله (أو محمد هبة الله) بن محمد بن يحيى بن عبد الرحمن بن تاج الدين البعلي الشهير بالتاجي الدمشقي (1151 هـ - 1224 هـ) مخطوط بالمكتبة الأزهرية في ثلاثة مجلدات.
6. - عمدة الناظر على الأشباه والنظائر للسيد محمد أبي السعود الحسيني الحنفي (ت:1172هـ) وقد حقق مؤخرا في رسالة علمية.
7. - كشف الاشتباه في شرح الأشباه للشيخ حسن بن علي القيصري الرومي الحنفي ويعرف بخطيب بطال (ت: 1767م).
8. - شرح الأشباه والنظائر للشيخ أبي الفتح عثمان بن عبد الله الدمشقي الحنفي (ت: 1214 هـ).
9. - غمز عيون البصائر على محاسن الأشباه والنظائر لأحمد بن محمد الحنفي الحموي (ت: 1098 هـ) طبع بلكنو بالهند سنة 1284 هـ ثم بالقسطنطينية سنة 1290 هـ في مجلدين، ثم بالهند سنة 1317 هـ ثم طبع مؤخرا ببيروت في أربعة مجلدات.

ومن الكتب التي تناولته ترتيباً:
1. - العقد النظيم في ترتيب الأشباه والنظائر لمصلح الدين الرومي.
2. - تمليح الأفواه بترتيب الأشباه للشيخ محمد بن علي الحميدي (ت: 1179 هـ).

وممن نظمه:
1. - الشيخ عبد الله بن محمد حجازي بن عبد القادر بن محمد الحلبي الحنفي الشهير بابن قضيب البان (ت: 1096 هـ).

## وفاته
توفي صبيحة يوم الأربعاء الثامن من شهر رجب سنة 969 هـ أو 970 هـ وكان عمره ثلاثا وأربعين سنة تقريبا، ودفن مع أخيه الشيخ عمر بالقاهرة بالقرب من قبر السيدة سكينة بنت الحسين.